# Short shifter
Short shifter – dźwignia zmiany biegów skonstruowana w taki sposób, aby zmieniać biegi szybciej i sprawniej.
Od typowej dźwigni zmiany biegów jej konstrukcja różni się:
- Długością górnej części dźwigni (powyżej jabłka). W short shifterze ta część jest krótsza.
- Długością dolnej części dźwigni (poniżej jabłka). W short shifterze ta część jest dłuższa.

W efekcie pokonuje się krótszą drogę górnej części dźwigni zmieniając bieg, zaś dolna część dźwigni pokonuje swoją drogę w krótszym czasie.